# Persoonia helix
Persoonia helix är en tvåhjärtbladig växtart som beskrevs av Peter Henry Weston. Persoonia helix ingår i släktet Persoonia och familjen Proteaceae. Inga underarter finns listade i Catalogue of Life.